# Vinko Brešan
Vinko Brešan (Zágráb, vagy Šibenik, 1964. február 3. – ) horvát filmrendező. Filmjei az „elsők között tartottak a régióban görbe tükröt az egész társadalom elé az átalakulás folyamatában, feltárva az összefonódásokat a múlt és a jelen hangadói között, leleplezve a képmutató jelszavakat és az emberek manipulálhatóságát.”

## Élete
Szülei Ivo Brešan drámaíró és Jelena Godlar-Brešan írónő. Filozófiát és összehasonlító irodalomtudományt tanult a Zágrábi Egyetemen, illetve film- és televíziós rendezést az egyetem Színművészeti Akadémiáján. Még diákként 1987-ben Naša burza című filmjével elsőfilmes díjat nyert az Oberhauseni Nemzetközi Rövidfilmfesztiválon}.
1994-ben és 1995-ben Brešan az Oktavijan-díjjal tüntették ki a Horvát Filmnapokon a Zajednički ručak illetve Hodnik című filmjeiért.
Első játékfilmje, a Kako je počeo rat na mom otoku (Hogyan kezdődött a háború) című a délszláv háború abszurd helyzeteinek parodisztikus ábrázolása. A film Velika zlatna arena díjat nyert a Pólai Filmfesztiválon és nagydíjat a Cottbusi Filmfesztiválon. Emellett Horvátországban hatalmas kasszasikert is aratott, mintegy 350 000 fős nézőszámát, amely az ország lakosságának mintegy 8%-át teszi ki, csak a Titanic múlta felül.
Szintén sikeres lett 1999-es fekete humorú filmje, a Maršal (Tito marsall szelleme), amely szatirikusan ábrázolja, hogyan reagálnak megátalkodott kommunisták és új kapitalisták Tito marsall szellemének állítólagos megjelenésére. A film a 2000-es Berlini Nemzetközi Filmfesztiválon elnyerte a Wolfgang Staudte-díjat; ugyanezzel a filmmel Brešan elnyerte a legjobb rendező díját a Karlovy Vary-i Nemzetközi Filmfesztiválon. Az előző filmhez hasonlóan ez is közönségsiker lett Horvátországban.
Brešan művei közül talán a 2003-as Svjedoci (Szemtanúk) című háborús drámája a legellentmondásosabb. A mű, amely Kuroszava Akira A vihar kapujában című filmjére emlékeztet, a háború összetettségét és erkölcsi zűrzavarát tárja fel. A filmet a 2004-es Berlini Nemzetközi Filmfesztiválon Arany Medvére jelölték, és elnyerte a Békefilm-díjat. Ugyanabban az évben a Philip Morris-díjat kapta Karlovy Varyban.
2004. decemberben a Zagreb Film igazgatójává nevezték ki.

## Filmjei
- Hogyan kezdődött el a háború (Kako je počeo rat na mom otoku, 1996)
- Tito marsall szelleme (Maršal, 2000)
- Szemtanúk (Svjedoci, 2003)
- Nije kraj, 2008
- A pap gyermekei (Svećenikova djeca, 2013)
- Koja je ovo država, 2018

## Fordítás
- Ez a szócikk részben vagy egészben  a   Vinko Brešan című angol Wikipédia-szócikk ezen változatának fordításán alapul.  Az eredeti cikk szerkesztőit annak laptörténete sorolja fel. Ez a jelzés csupán a megfogalmazás eredetét és a szerzői jogokat jelzi, nem szolgál a cikkben szereplő információk forrásmegjelöléseként.